# Katharina von Tiesenhausen

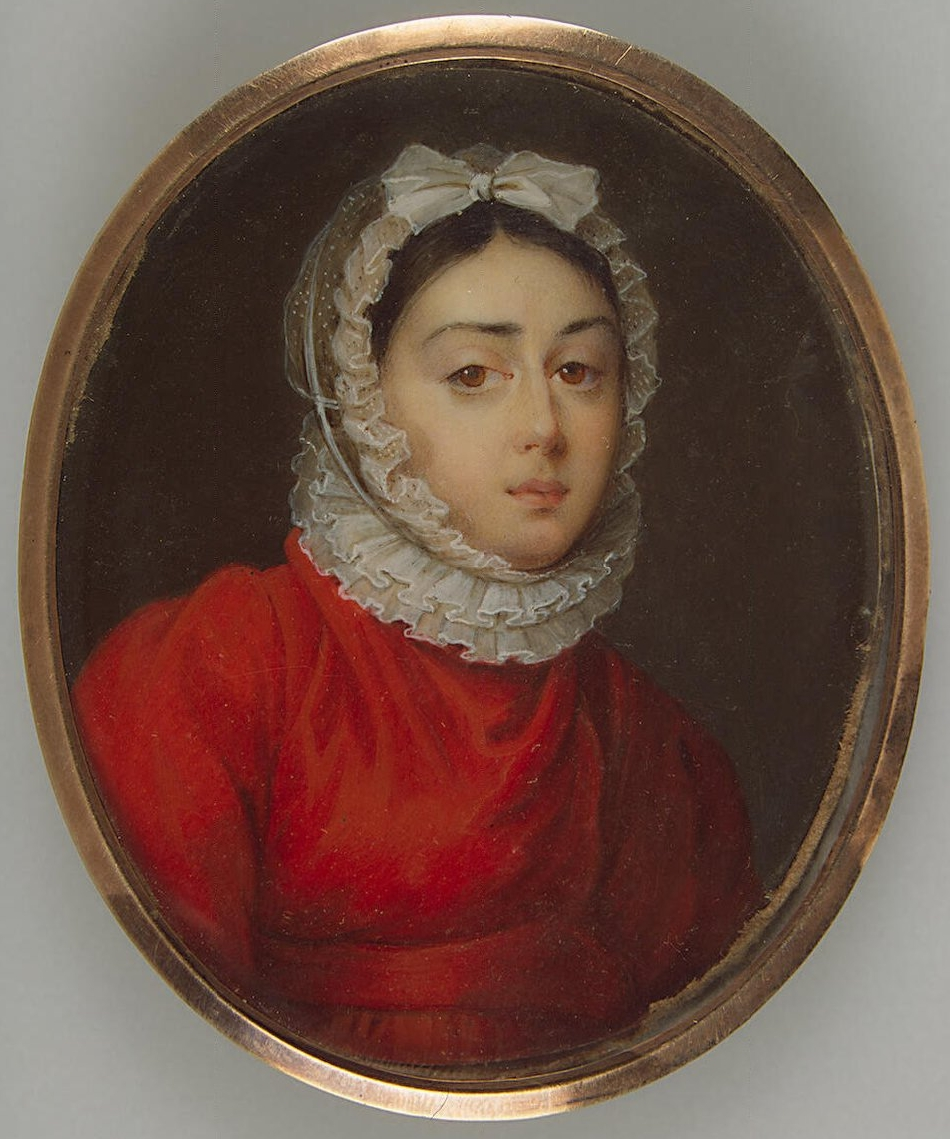
Katharina von Tiesenhausen (Iwan Gawrilowitsch Grigorjew, 1820, Eremitage)

Katharina von Tiesenhausen (russisch Екатерина Фёдоровна Тизенгаузен; * 1803 in St. Petersburg; † 26. Apriljul. / 8. Mai 1888greg. ebenda) war eine russische Hofdame.

## Leben
Katharina von Tiesenhausen war die Tochter des Flügeladjutanten Alexanders I. Ferdinand von Tiesenhausen und seiner Frau Jelisaweta Michailowna geborene Kutusowa und Enkelin des Generalfeldmarschalls Michail Illarionowitsch Kutusow, die in die Familie von Tiesenhausen, einer wohlhabenden und einflussreichen deutschbaltischen Adelsfamilie geboren wurde. Sie verbrachte ihre Kindheit zusammen mit ihrer jüngeren Schwester Dorothea in Reval bei ihrer Großmutter Katharina von Tiesenhausen, nachdem der Vater 1805 an den Verletzungen in der Schlacht von Austerlitz gestorben war.
1811 heiratete Katharinas Mutter den Generalmajor Nikolai Fjodorowitsch Chitrowo. 1813 wurde Katharina von Tiesenhausen Hoffräulein bei Kaiserin Elisabeth Alexejewna und blieb es auch nach deren Tod ohne Aufgaben, wie ihre Schwester Dorothea in ihrem Tagebuch beschrieb. 1815 wurde Chitrowo zum russischen Geschäftsträger beim Großherzog der Toskana ernannt, so dass er sich mit seiner Familie in Florenz niederließ. Trotz begrenzter finanzieller Mittel veranstaltete Chitrowo zweimal wöchentlich große Empfänge mit Ball oder Theatervorführung, wie sich Fjodor Gawrilowitsch Golowkin erinnerte. Anfang 1817 wurde aus Ersparnisgründen die Geschäftsträgerstelle in der Toskana aufgehoben und Chitrowo in den Ruhestand versetzt. Er erhielt eine kleine Rente unter der Bedingung, dass er weiter in der Toskana lebte. Seine Frau reiste mit ihren Töchtern Katharina und Dorothea nach St. Petersburg und verkaufte Chitrowos Antiquitätensammlung. Im Mai 1819 starb Chitrowo und hinterließ nur Schulden, so dass die Familie in eine finanziell sehr schwierige Lage geriet. 1820 reiste die Mutter mit ihren schönen Töchtern nach Neapel und Mitteleuropa auf der Suche nach Heiratskandidaten. Die Mutter hatte das Talent, freundschaftliche Beziehungen auch zu Vertretern der Spitzenaristokratie aufzubauen, so zum preußischen König Friedrich Wilhelm III. und zum künftigen König der Belgier Prinz Leopold Georg Christian Friedrich von Sachsen-Coburg-Saalfeld.
Es gibt eine Vermutung, dass Katharina von Tiesenhausen die Mutter des unehelich geborenen Felix Nikolajewitsch Sumarokow-Elston (1820–1877) sei. Entsprechend äußerten sich dessen Enkel Felix Felixowitsch Jussupow und der Nachkomme ihrer Schwester Katharina Alfons von Clary und Aldringen. Nach einem weiteren Gerücht sei der junge Friedrich Wilhelm IV. der Vater Felix Elstons gewesen, dessen Nachname von „Elle s´etonne“ (Sie ist erstaunt.) herrühren soll. In einem Brief an seine Gemahlin Elisabeth schrieb König FW IV. von Preussen: „Catter: Tiesenhausen“... Sie kam als Hofdame seiner Schwester Charlotte, der russischen Kaiserin, mit nach Preußen.
Als im Juni 1821 Dorothea von Tiesenhausen den österreichischen Botschafter am Hof König Ferdinands I. beider Sizilien Karl Ludwig von Ficquelmont geheiratet hatte, gehörte Katharina von Tiesenhausen mit ihrer Mutter zur Familie Ficquelmont in Neapel. Sie erhielt einen Heiratsantrag von Carl von Hügel, aber die Heirat kam nicht zustande. Auch König Friedrich Wilhelm III. interessierte sich für Katharina von Tiesenhausen. Er heiratete aber 1824 Auguste von Harrach in morganatischer Ehe.
1826 kehrte Katharina von Tiesenhausen mit ihrer Mutter nach St. Petersburg zurück und war wieder Hoffräulein. Als 1829 Ficquelmont als Botschafter mit seiner Frau nach St. Petersburg kam, lebte Katharina von Tiesenhausen mit ihrer Mutter wieder bei den Ficquelmonts. 1833 wurde Katharina von Tiesenhausen Hoffräulein bei Kaiserin Alexandra Fjodorowna. Im Salon der Ficquelmonts verkehrte auch Alexander Sergejewitsch Puschkin, der anlässlich des Auftritts Katharinas von Tiesenhausen unter der Maske eines Kyklopen auf einem Ball im Anitschkow-Palais das Gedicht Kyklop schrieb. Als Katharina von Tiesenhausen von Wladimir Alexandrowitsch Sollogub 1840 gebeten wurde, sich für den verbannten Alexander Iwanowitsch Herzen einzusetzen, wandte sie sich an die Kaiserin, so dass Nikolaus I. Herzen nach Moskau zurückkehren konnte.
Als 1840 die Ficquelmonts St. Petersburg verließen, blieb Katharina von Tiesenhausen in St. Petersburg. Ihre Mutter war 1839 gestorben. Sie war dann Hoffräulein der Kaiserin Marija Alexandrowna und schließlich Hoffräulein der Kaiserin Marija Fjodorowna. Sie erhielt den Orden der Heiligen Katharina. Sie wohnte im Winterpalast. In ihren letzten Lebensjahren empfing sie jeden Abend Gäste, zu denen außer den vielen Nachkommen Kutusows herausragende Personen unabhängig von Alter und Weltanschauung gehörten. Ihr Salon wurde von Kutusows Urenkelin Baronesse Anna Pilar von Pilchau geführt.